# Isoodon
Isoodon Desmarest, 1817 è il genere dell'ordine dei Peramelemorfi che comprende i cosiddetti bandicoot dal naso corto. Vi appartengono tre specie:
- Bandicoot dorato, Isoodon auratus
- Bandicoot bruno settentrionale, Isoodon macrourus
- Bandicoot bruno meridionale, Isoodon obesulus